# محوطه درمان دره سی
محوطه درمان دره سی مربوط به سده‌های اولیه دوران‌های تاریخی پس از اسلام است و در شهرستان نیر، بخش کورائیم، دهستان یورتچی شرقی، روستای کچل آباد واقع شده و این اثر در تاریخ ۲۷ بهمن ۱۳۸۷ با شمارهٔ ثبت ۲۴۵۵۷ به‌عنوان یکی از آثار ملی ایران به ثبت رسیده است.